# Dicranomyia (Neolimnobia) stygicornis
Dicranomyia (Neolimnobia) stygicornis is een tweevleugelige uit de familie steltmuggen (Limoniidae). De soort komt voor in het Neotropisch gebied.